# Смирницький Олександр Іванович
Смирницький Олександр Іванович (24 березня, 1903, Москва — 22 квітня, 1954, Москва) — радянський лінгвіст–теоретик, доктор філологічних наук, професор. Зробив істотний внесок у розв’язання загальнотеоретичних мовознавчих проблем.

## Внесок у науку
Олександр Іванович досліджував співвідношення мови і мислення, мови і мовлення,об’єктивності існування мови. Його оригінальне вчення з цих проблем викладене у праці «Об'єктивність існування мови» (1954). Самобутньою є його теорія мови і мовлення. Під мовленням Смирницький розумів поєднання звучання з конкретним мовним змістом, а під мовою — сукупність взаємопов’язаних одиниць і відношень між ними, сукупність усіх компонентів різноманітних виявів мовлення. Якщо мовлення — спосіб спілкування, то мова — засіб спілкування.
Мова існує у мовленні, взаємодіє з мовленням і розвивається в мовленні. Така інтерпретація мови і мовлення є глибшою, ніж у Сосюра. Смирницький оновив і теорію слова. Слово, вважав вчений, є одночасно одиницею лексики і граматики, бо в ньому переплетені лексичні й граматичні властивості, що надає йому цільнооформленості. На цій основі Смирницький проаналізував проблему окремості слова і його тотожності.

## Основні праці
- Объективность существования языка: Материалы к курсам языкознания / Под ред. В. А. Звегинцева. М.: МГУ, 1954.
- Сравнительно-исторический метод и определение языкового родства: Материалы к курсам языкознания / Под ред. В. А. Звегинцева. М.: МГУ, 1955.
- Древнеанглийский язык / Под ред. В. В. Пассека. М.: ИЛ, 1955.
- Лексикология английского языка / Под ред. В. В. Пассека. М.: ИЛ, 1956.
- Синтаксис английского языка / Под ред. В. В. Пассека. М.: ИЛ, 1957.
- Морфология английского языка / Под ред. В. В. Пассека. М.: ИЛ, 1959.
- Лекции по истории английского языка / Под ред. О. А. Смирницкой. М.: Добросвет, 1998.
- Смирницкий А. И. Синтаксис английского языка. Изд.2. УРСС. 2007.

## Наукові статті
- Некоторые замечания о принципах морфологического анализа основ // Доклады и сообщения филологического факультета МГУ. М., 1948, вып. 5, с. 21—26.
- К вопросу о слове (проблема отдельности слова) // Вопросы теории и истории языка. М.: Изд-во АН СССР, 1952, с. 182—203.
- Об особенностях обозначения направления движения в отдельных языках (к методике сопоставительного изучения языков) // Иностранные языки в школе, 1953, № 2, с. 3—12.
- Так называемая конверсия и чередование звуков в английском языке // Иностранные языки в школе, 1953, № 5, с. 21—31.
- К вопросу о слове (проблема тождества слова) // Труды института языкознания АН СССР. М., 1954, т. 4, с. 3—49.
- Лексическое и грамматическое в слове // Вопросы грамматического строя. М.: АН СССР, 1955, с. 11—53.
- Перфект и категория временной отнесенности. Состав перфектных форм. Значение перфекта // Иностранные языки в школе. 1955, № 1, с. 3—11; № 2, с. 15—29.
- Аналитические формы // Вопросы языкознания, 1956, № 2, с. 41—52.